# Hoa hậu Hoàn vũ 1992
Hoa hậu Hoàn vũ 1992 là cuộc thi Hoa hậu Hoàn vũ lần thứ 41 được tổ chức tại thành phố Băng Cốc, Thái Lan vào ngày 8 tháng 5 năm 1992. Cuộc thi có 78 thí sinh tham dự với chiến thắng thuộc về người đẹp Michelle McLean đến từ Namibia.

## Kết quả

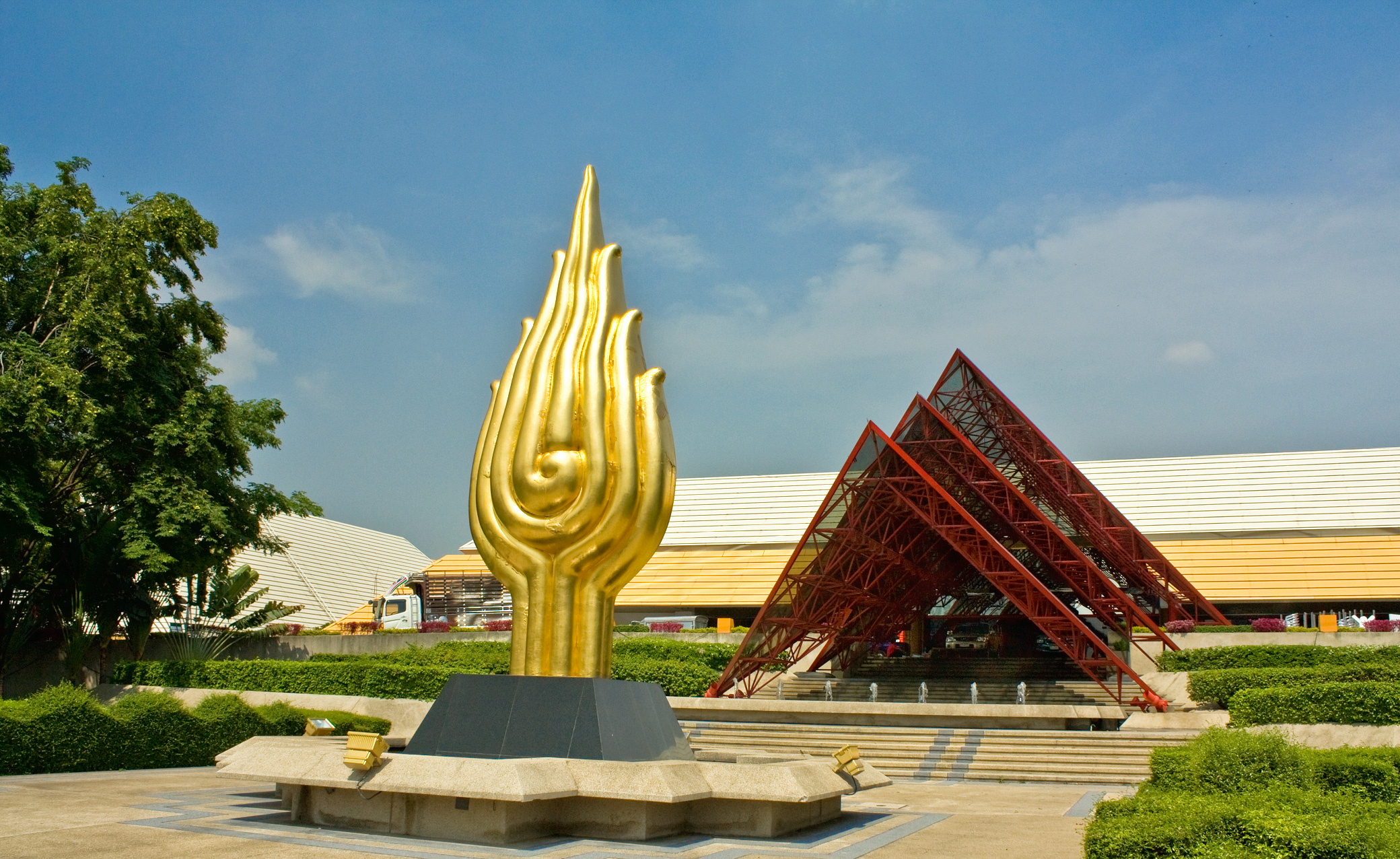
Trung tâm Hội nghị Quốc gia Queen Sirikit tại Băng Cốc

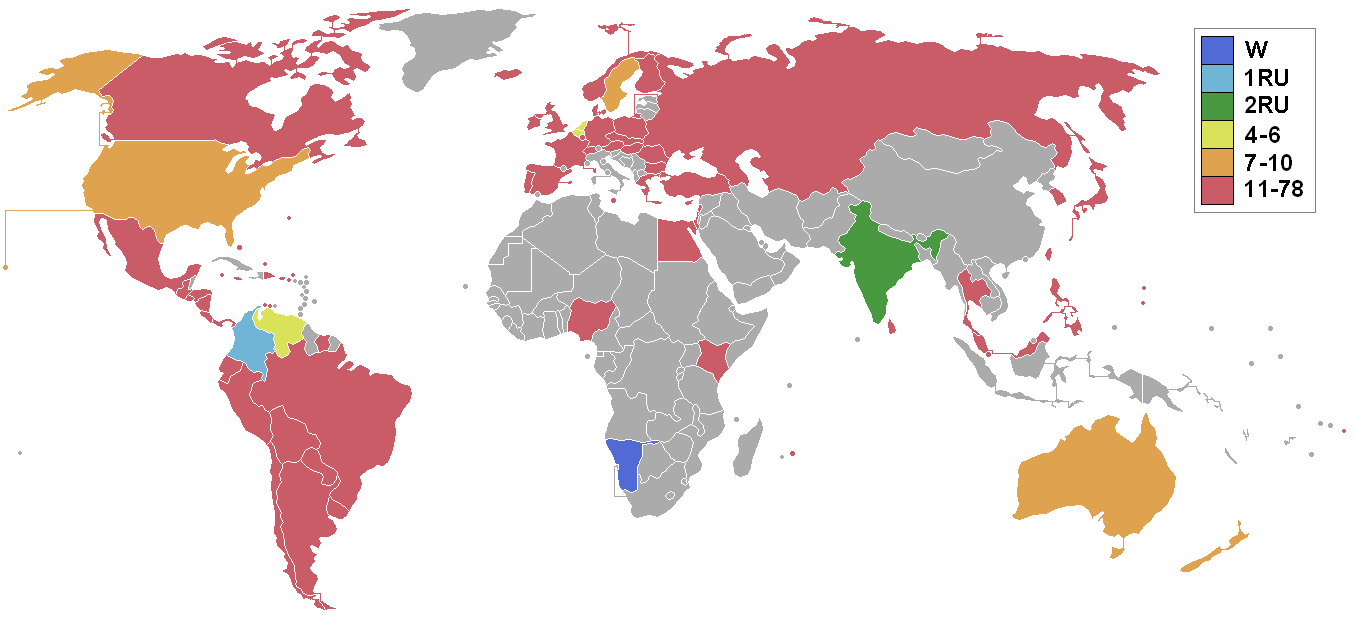
Các quốc gia và vùng lãnh thổ tham dự Hoa hậu Hoàn vũ 1992 và kết quả.

### Thứ hạng
| Kết quả              | Thí sinh |
| -------------------- | --- |
| Hoa hậu Hoàn vũ 1992 | - Namibia – Michelle McLean                                                                                         |
| Á hậu 1              | - Colombia – Paola Turbay                                                                                           |
| Á hậu 2              | - Ấn Độ – Madhu Sapre                                                                                               |
| Top 6                | - Bỉ – Anke Van dermeersch - Hà Lan – Vivian Jansen - Venezuela – Carolina Izsak                                    |
| Top 10               | - Úc – Georgina Denahy - New Zealand – Lisa Maree de Montalk - Thụy Điển – Monica Brodd - Hoa Kỳ – Shannon Marketic |

### Thứ tự gọi tên
| 1. Úc 2. Thụy Điển 3. Ấn Độ 4. Hà Lan 5. New Zealand 6. Hoa Kỳ 7. Colombia 8. Namibia 9. Venezuela 10. Bỉ | 1. Hà Lan 2. Bỉ 3. Ấn Độ 4. Venezuela 5. Namibia 6. Colombia | 1. Namibia 2. Colombia 3. Ấn Độ |

## Các giải thưởng đặc biệt
| Giải thưởng                 | Thí sinh                                     |
| --------------------------- | -------------------------------------------- |
| Hoa hậu Thân thiện          | - Quần đảo Turks và Caicos – Barbara Johnson |
| Hoa hậu Ảnh                 | - Ecuador – Soledad Diab                     |
| Trình diễn áo tắm đẹp nhất  | - Venezuela – Carolina Izsak                 |
| Trang phục dân tộc đẹp nhất | - Paraguay – Pamela Zarza                    |

## Hội đồng giám khảo
- Kim Alexis - Cựu người mẫu Mỹ
- Robin Leach - Nhà báo nổi tiếng người Anh, người dẫn chương trình Lifestyles of the Rich and Famous
- Miriam Makeba - Ca sĩ Nam Phi và nhà hoạt động nhân quyền.
- Luis Enrique - Ca sĩ người Nicaragua và nhà soạn nhạc salsa.
- Marion Dougherty - Giám đốc casting của Warner Bros.
- Ron Duguay - Vận động viên khúc côn cầu trên băng chuyên nghiệp người Canada.
- Vijay Amritraj - Cựu vận động viên quần vợt chuyên nghiệp người Ấn Độ.
- Estelle Getty - Nữ diễn viên người Mỹ
- Khunying Sasima Srivikorn - Nữ doanh nhân Thái Lan

### Chung kết
| \| Quốc gia/Vùng lãnh thổ \| Trung bình sơ bộ \| Phỏng vấn \| Áo tắm \| Dạ hội \| Trung bình bán kết \| \| ---------------------- \| ---------------- \| ---------- \| ---------- \| ---------- \| ------------------ \| \| Namibia \| 9.147 (2) \| 9.529 (3) \| 9.243 (4) \| 9.614 (3) \| 9.462 (4) \| \| Colombia \| 8.969 (4) \| 9.643 (1) \| 9.221 (5) \| 9.607 (4) \| 9.490 (2) \| \| Ấn Độ \| 8.952 (5) \| 9.508 (5) \| 9.321 (2) \| 9.629 (2) \| 9.486 (3) \| \| Venezuela \| 9.477 (1) \| 9.586 (2) \| 9.357 (1) \| 9.679 (1) \| 9.541 (1) \| \| Hà Lan \| 8.921 (6) \| 9.229 (9) \| 9.280 (3) \| 9.421 (5) \| 9.310 (5) \| \| Bỉ \| 8.983 (3) \| 9.526 (4) \| 8.986 (6) \| 9.361 (6) \| 9.291 (6) \| \| Úc \| 8.805 (8) \| 9.242 (8) \| 8.857 (7) \| 9.327 (7) \| \| \| Hoa Kỳ \| 8.874 (7) \| 9.350 (6) \| 8.721 (9) \| 9.250 (8) \| \| \| New Zealand \| 8.789 (9) \| 9.350 (6) \| 8.743 (8) \| 9.043 (9) \| \| \| Thụy Điển \| 8.773 (10) \| 8.786 (10) \| 8.686 (10) \| 8.971 (10) \| \| | Hoa hậu Á hậu 1 Á hậu 2 Top 6 Top 10 (#) Xếp hạng ở mỗi phần thi |            |            |            |                    |
| Quốc gia/Vùng lãnh thổ | Trung bình sơ bộ                                                 | Phỏng vấn  | Áo tắm     | Dạ hội     | Trung bình bán kết |
| Namibia | 9.147 (2)                                                        | 9.529 (3)  | 9.243 (4)  | 9.614 (3)  | 9.462 (4)          |
| Colombia | 8.969 (4)                                                        | 9.643 (1)  | 9.221 (5)  | 9.607 (4)  | 9.490 (2)          |
| Ấn Độ | 8.952 (5)                                                        | 9.508 (5)  | 9.321 (2)  | 9.629 (2)  | 9.486 (3)          |
| Venezuela | 9.477 (1)                                                        | 9.586 (2)  | 9.357 (1)  | 9.679 (1)  | 9.541 (1)          |
| Hà Lan | 8.921 (6)                                                        | 9.229 (9)  | 9.280 (3)  | 9.421 (5)  | 9.310 (5)          |
| Bỉ | 8.983 (3)                                                        | 9.526 (4)  | 8.986 (6)  | 9.361 (6)  | 9.291 (6)          |
| Úc | 8.805 (8)                                                        | 9.242 (8)  | 8.857 (7)  | 9.327 (7)  |                    |
| Hoa Kỳ | 8.874 (7)                                                        | 9.350 (6)  | 8.721 (9)  | 9.250 (8)  |                    |
| New Zealand | 8.789 (9)                                                        | 9.350 (6)  | 8.743 (8)  | 9.043 (9)  |                    |
| Thụy Điển | 8.773 (10)                                                       | 8.786 (10) | 8.686 (10) | 8.971 (10) |                    |

## Thí sinh tham gia
| - Argentina - Laura Rafael - Aruba - Yerusha Rasmijn - Úc - Georgina Denahy - Áo - Katrin Friedl - Bahamas - Fontella Chipman - Bỉ - Anke van Dermeersch - Bermuda - Colita Joseph - Bolivia - Natasha Gabriel Arana † - Brazil - Maria Carolina Otto - Quần đảo Virgin (Anh) - Alicia Burke - Bulgaria - Michaella Dinova Nikolova - Canada - Nicole Dunsdon - Quần đảo Cayman - Yvette Peggy Jordison - Chile - Marcela Vacarezza - Cộng đồng các Quốc gia Độc lập - Lidia Kuborskaya - Colombia - Paola Turbay - Quần đảo Cook - Jeannine Tuavera - Costa Rica - Jessica Manley Fredrich - Curaçao - Mijanou de Paula - Síp - Militsa Papadopolou - Tiệp Khắc - Michaela Maláčová - Đan Mạch - Anne Mette Voss - Cộng hòa Dominica - Ana Eliza González - Ecuador - Soledad Diab - Ai Cập - Lamia Noshi - El Salvador - Melissa Salazar - Phần Lan - Kirsi Syrjänen † - Pháp - Linda Hardy - Đức - Monica Resch - Anh Quốc - Tiffany Stanford - Hy Lạp - Marina Tsintikidou - Guam - Cheryl Debra Payne - Guatemala - Nancy Maricela Perez - Honduras - Monica Raquel Rapalo - Hungary - Dora Patko - Iceland - Svava Haraldsdóttir - Ấn Độ - Madhushree Sapre - Ireland - Jane Thompson - Israel - Eynat Zmora | - Jamaica - Bridgette Rhoden - Nhật Bản - Akiko Ando - Kenya - Aisha Wawira Lieberg - Hàn Quốc - Lee Young-hyun - Liban - Abeer Sharrouf - Luxembourg - Carole Reding - Malaysia - Rozita Abu Bakar - Malta - Julienne Camilleri - Mauritius - Stephanie Raymond - Mexico - Monica Zuñiga - Namibia - Michelle McLean - Hà Lan - Vivian Jansen - New Zealand - Lisa Maree de Montalk - Nicaragua - Ida Patricia Delaney - Nigeria - Sandra Guenefred Petgrave - Quần đảo Bắc Mariana - Imelda Antonio - Na Uy - Anne Sofie Galaen - Panama - Ana Cecilia Orillac - Paraguay - Pamela Zarza - Perú - Aline Arce Santos - Philippines - Elizabeth Garcia Berroya - Ba Lan - Izabela Filipowska - Bồ Đào Nha - Maria Fernanda Silva - Puerto Rico - Daisy Garcia - Trung Hoa Dân Quốc - Thi Tú Khiết - Romania - Corina Corduneanu - Singapore - Cori Teo - Tây Ban Nha - Virginia García - Sri Lanka - Hiranthi Divapriya - Suriname - Nancy Kasanngaloewar - Thụy Điển - Monica Brodd - Thụy Sĩ - Sandra Aegerter - Thái Lan - Ornanong Panyawong - Thổ Nhĩ Kỳ - Elif Ilgaz - Quần đảo Turks và Caicos - Barbara Johnson - Uruguay - Gabriela Escobar Ventura - Hoa Kỳ - Shannon Marketic]] - Quần đảo Virgin (Mỹ) - Cathy-Mae Sitaram - Venezuela - Carolina Izsak |

## Thành phố đăng cai
Thái Lan dự kiến sẽ tổ chức cuộc thi sớm nhất là vào tháng 8 năm 1991, khi hàng nghìn cư dân khu ổ chuột bị đuổi ra khỏi nhà để cải thiện hình ảnh của thành phố trước hội nghị Ngân hàng Thế giới được tổ chức tại thành phố vào tháng 10 và cuộc thi.
Thông báo chính thức rằng Băng Cốc sẽ tổ chức cuộc thi được đưa ra vào tháng 12 năm 1991, với ngày ban đầu được đặt là ngày 16 tháng 5. Vào tháng 3, ngày này được dời lại thành ngày 8 tháng 5 để không đụng độ với Ngày Wisakha Bucha, một ngày lễ Phật giáo.

### Khủng hoảng chính trị
Cuộc thi được tổ chức trong bối cảnh cuộc khủng hoảng chính trị ở Thái Lan lên đến đỉnh điểm vào ngày 17 tháng 5 trong các cuộc biểu tình Black May chống chính phủ của Đại tướng Suchinda Kraprayoon. Một ngày trước khi sự kiện diễn ra, giám đốc quan hệ công chúng bày tỏ lo ngại rằng buổi biểu diễn có thể phải bị hủy nếu tình hình leo thang, mặc dù mối đe dọa đã bị các viên chức khác của cuộc thi hạ xuống.

## Chú ý

### Lần đầu tham gia
- Cộng đồng các Quốc gia Độc lập
- Hungary

### Trở lại
- Lần cuối tham gia vào năm 1987:
  -  Síp
  -  Kenya
- Lần cuối tham gia vào năm 1989:
  -  New Zealand
- Lần cuối tham gia vào năm 1990:
  -  Aruba
  -  Úc
  -  Áo
  -  Đan Mạch
  -  Ai Cập
  -  Honduras
  -  Bồ Đào Nha
  -  Thụy Sĩ

### Bỏ cuộc
- Belize
- Ghana
- Hồng Kông – Quách Ái Minh được kỳ vọng sẽ đại diện cho Hồng Kông và thậm chí đã đến Băng Cốc, nhưng đã bị loại vì không đáp ứng các yêu cầu về cư trú. Cô là một cư dân Hoa Kỳ, trở thành thí sinh nước ngoài đầu tiên giành được danh hiệu Hoa hậu Hồng Kông. Vấn đề tương tự lại xuất hiện trong Hoa hậu Hoàn vũ 1996 khi người chiến thắng Dương Uyển Nghi cũng là công dân Hoa Kỳ và cô ấy bị loại. Á hậu 1 của cuộc thi, Lý Gia Tuệ là người thay thế cô
- Ý – Gloria Zanin, Hoa hậu Ý 1992 từ chối tham gia cuộc thi để thúc đẩy sự nghiệp của mình với tư cách là một diễn viên và người mẫu tại quê nhà.
- Saint Vincent và Grenadines – thiếu tài trợ
- Liên Xô – Sụp đổ năm 1991, chia thành 15 quốc gia. Người đoạt danh hiệu Hoa hậu Liên Xô 1991, Ilmira Shamsuttinova sau đó đã tranh tài vào 1996 với tư cách Hoa hậu Nga
- Trinidad và Tobago – Rachel Charles chưa đủ tuổi trước ngày 1 tháng Hai. Cô ấy tham dự Hoa hậu Hoàn vũ 1993.
- Nam Tư – Do sự tan rã vào tháng Tư, cũng như chiến tranh và khủng hoảng chính trị. Trở lại vào Hoa hậu Hoàn vũ 1998

### Thay thế
- Israel – Eynat Zmora, đại diện Israel, giành ngôi vị Á hậu 1 trong cuộc thi Hoa hậu Israel nhưng đã được cử tham dự Hoa hậu Hoàn vũ vì người chiến thắng, Ravit Asaf, chưa đủ 18 tuổi.
- Cộng đồng các Quốc gia Độc lập — Julia Etina, Miss CIS 1992, không dự thi Hoa hậu Hoàn vũ 1992, do cô đã bước sang tuổi 18 "sau" ngày 1 tháng 2. Á hậu 1 của Miss CIS 1992, Lydia Kuborskaya đã thi Hoa hậu Hoàn vũ thay cô. Tuy nhiên, Etina có chuyến thăm chính thức đến Hoa Kỳ như một phần thưởng an ủi vì đã bỏ lỡ sự kiện lớn.
- Ireland – Jane Thompson, người đại diện cho Ireland, đã thay thế Amanda Brunker, là Hoa hậu Ireland 1991, do thực tế là Brunker chưa đủ tuổi trước ngày 1 tháng 2. Tuy nhiên, Thompson đến từ Belfast ở Bắc Ireland.
- Đài Loan  – Wu Pei Jun, Hoa hậu Hoàn vũ Trung Hoa Dân Quốc 1992, chưa đủ tuổi trước ngày 1 tháng 2. Á hậu 1, Liu Yu Hsin, cũng không thể đi do vấn đề sức khỏe. Vì vậy, cơ hội được trao cho Á hậu 2 là Thi Tú Khiết.
- Tây Ban Nha – Sofia Mazagatos, Hoa hậu Tây Ban Nha 1991, đã không thi đấu vì cô ấy đã chưa đủ tuổi trước ngày 1 tháng 2. Á hậu 1, Virginia García đã đi thay cô. Mazagatos chỉ tham dự cuộc thi Hoa hậu Châu Âu 1992.

### Không tham gia
- Gibraltar – Ornella Costa

### Đổi tên
- Anh Quốc tham dự với tên Great Britain lần thứ hai sau 1952.
- Đài Loan tham dự với tên Trung Quốc/Đài Loan lần đầu tiên và duy nhất, do Thái Lan không công nhận Đài Loan là một quốc gia có chủ quyền mà thay vào đó, là một phần của Cộng hòa Nhân dân Trung Hoa.